# Scheideggwetterhorn
Scheideggwetterhorn är en bergstopp i kommunen Grindelwald i kantonen Bern i Schweiz. Den är belägen i Bernalperna, cirka 60 kilometer sydost om huvudstaden Bern. Scheideggwetterhorn ligger nordväst om Wetterhorn. Toppen på Scheideggwetterhorn är 3 360 meter över havet.